# The Dark Element
The Dark Element é uma dupla de metal alternativo formada em 2016 pelo guitarrista finlandês Jani Liimatainen e a vocalista sueca Anette Olzon.

## História
Em 2016, a gravadora italiana Frontiers ofereceu a Jani Liimatainen (ex-Sonata Arctica) a gravação e lançamento de um novo álbum sob seu nome. No entanto, o músico afirmou que gostaria de trabalhar com uma vocalista feminina, já que seus trabalhos anteriores sempre tiveram homens como cantores. A gravadora rapidamente o informou que Anette Olzon (ex-Nightwish) havia sido escolhida para participar do álbum.
O projeto foi oficialmente anunciado à mídia em 14 de setembro de 2016, e o primeiro álbum autointitulado The Dark Element foi lançado em 10 de novembro de 2017, com participação do baixista Jonas Kuhlberg e do baterista Jani Hurula (ambos do Cain's Offering).
A estreia ao vivo da dupla ocorreu no festival Sweden Rock em 7 de junho de 2018 na Suécia. Eles ainda realizaram alguns concertos na Finlândia, e no Japão como abertura do cantor brasileiro Edu Falaschi, mais tarde no mesmo ano.
O segundo álbum, Songs the Night Sings, foi gravado com o baterista Rolf Pilve (Stratovarius) e lançado em 8 de novembro de 2019. Alguns concertos promocionais estavam agendados para 2020, porém tiveram que ser cancelados em decorrência da pandemia de COVID-19 que afetou a indústria musical.

## Formação

### Atual
- Jani Liimatainen – guitarra, teclado, programação, vocal de apoio (desde 2016)
- Anette Olzon – vocais (desde 2016)

### Membros de apoio
- Jonas Kuhlberg – baixo (desde 2017)
- Jani Hurula – bateria (2017)
- Rolf Pilve – bateria (desde 2018)
- Juha Mäenpää – teclado (desde 2018)

## Discografia

### Álbuns de estúdio
- The Dark Element (2017)
- Songs the Night Sings (2019)

### Singles
- "Songs the Night Sings" (2019)

### Videoclipes
- "My Sweet Mystery" (2017)
- "The Ghost and the Reaper" (2017)
- "Songs the Night Sings" (2019)
- "Not Your Monster" (2019)